# Lo studente (film 1926)
Lo studente (Brown of Harvard) è un film muto drammatico statunitense  del 1926 diretto da Jack Conway con William Haines, Jack Pickford e Mary Brian. Il film rappresenta l'esordio di John Wayne in un piccolo ruolo non accreditato. È un remake di Brown of Harvard del 1918, entrambi basati sul lavoro teatrale omonimo di Rida Johnson Young del 1906.

## Trama
Lo studente della Harvard University Tom Brown  è un bello, atletico, e spensierato giovane che ha una reputazione di Don Giovanni tra le donne. Popolare nel campus, si trova però in contrasto con Bob McAndrew, uno studioso ragazzo riservato che diventa il suo principale rivale per l'affetto della bella Mary Abbott, la figlia di un professore. Tom divide la camera con Jim Doolittle, un ragazzo a tratti imbarazzante  ma di buon cuore che lo idolatra. Lo sfacciato e arrogante Brown prevale su tutti i compagni di dormitorio, ma si rifiuta di lasciare che gli altri diano fastidio a Jim.
Una sera ad una festa, Tom  bacia forzatamente Mary. In seguito, Tom sfida Bob ad una competizione di canottaggio e Tom perde. Quando rivela il suo amore a Mary, non contraccambiato, Tom inizia a bere per la vergogna. Nel momento in cui la reputazione di Tom sta per crollare, egli riuscirà ad invertire la rotta rendendosi utile in una cruciale partita di football contro Yale in cui collabora con quello che ormai è il suo ex "nemico" Bob per giungere alla vittoria.

## Produzione
Il film, diretto da Jack Conway su una sceneggiatura di Donald Ogden Stewart (adattamento) e A.P. Younger (scenario) con il soggetto di Rida Johnson Young (autrice del lavoro teatrale Brown of Harvard), fu prodotto da Harry Rapf e Irving Thalberg per la Metro-Goldwyn-Mayer e girato a Cambridge nel Massachusetts.

## Distribuzione
Il film fu distribuito negli Stati Uniti dal 2 maggio 1926 al cinema dalla Metro-Goldwyn-Mayer.
Alcune delle uscite internazionali sono state:
- in Finlandia il 7 febbraio 1927
- in Portogallo il 30 novembre 1927 (Amor e Sport)
- in Spagna (La estudiante)
- in Francia (Tom, champion du Stade)